# ليرجيت 45
ليرجيت 45 (بالإنجليزية: Learjet 45)‏ هي نفاثة أعمال أنتجت في 1995 بكندا. من صناعة بومباردييه إيروسبيس. كان أول طيران لها في 1995. دخلت الخدمة في 1998، ومازالت في الخدمة حتى الآن. صنع منها 430 طائرة، وسعر الطائرة الواحدة منها هو 11.5 مليون دولار.